# Айи-Анарьири (Аттика)
А́йи-Ана́рьири (греч. Άγιοι Ανάργυροι «Святые бессребреники») — город в Греции, северный пригород Афин. Расположен на высоте 70 метров над уровнем моря, на Афинской равнине, у подножия Пойкилона, в 22 километрах к северо-западу от Афинского международного аэропорта «Элефтериос Венизелос» и в 5 километрах к северу от центра Афин, площади Омониас. Административный центр общины (дима) Айи-Анарьири-Каматерон в периферийной единице Западных Афинах в периферии Аттике. Население 34 168 жителей по переписи 2011 года. Площадь 3,2 квадратного километра.
По юго-восточной окраине города проходит автострада 1 Пирей — Афины — Салоники — Эвзони, часть европейского маршрута E75. В городе находятся железнодорожные станции «Айи-Анарьири» и «Пиргос-Василисис», которые обслуживают пригородную железную дорогу Афин.

## История
В 1927 году Айи-Анарьири отделён от Неа-Льосии и создано сообщество. По переписи 1928 года население Айи-Анарьири составило 1057 жителей. В 1963 году сообщество признано общиной.

## Население
| Год  | Население, человек |
| ---- | ------------------ |
| 1928 | 1057               |
| 1991 | 31 852             |
| 2001 | 35 072             |
| 2011 | ↘ 34 168           |